# アメリカ合衆国の主な都市圏人口の順位
本項目はアメリカ合衆国の主な都市圏人口の順位（アメリカがっしゅうこくのおもなとしけんじんこうのじゅんい）である。この一覧の対象となっているのは、大都市統計地域（MSA）で示される都市圏であり、中心都市近隣の郊外都市も含んでいる。
下表における人口は全て2020年に行われた国勢調査による数値である。また、各都市圏の範囲は2023年7月21日時点でのアメリカ合衆国行政管理予算局（OMB）による定義に従っている。
アメリカ合衆国全土に定義されている都市圏は数が多いため、本項目では、50州およびコロンビア特別区に定義されている人口500,000人以上の大都市統計地域のみを掲載している。該当する大都市統計地域は107ヶ所である。アメリカ合衆国各州の全ての都市圏の人口および定義範囲の一覧については、アメリカ合衆国各州の都市圏の一覧の一覧より、各州の都市圏の一覧記事を参照のこと。

## 一覧
| 順位 | 都市圏                                                         | 州                                                                   | 人口       |
| ---- | -------------------------------------------------------------- | -------------------------------------------------------------------- | ---------- |
| 1    | ニューヨーク・ニューアーク・ジャージーシティ                   | ニューヨーク州・ニュージャージー州・ペンシルベニア州                 | 19,743,606 |
| 2    | ロサンゼルス・ロングビーチ・アナハイム                         | カリフォルニア州                                                     | 13,200,998 |
| 3    | シカゴ・ネイパービル・エルジン                                 | イリノイ州・インディアナ州                                           | 9,449,351  |
| 4    | ダラス・フォートワース・アーリントン                           | テキサス州                                                           | 7,637,387  |
| 5    | ヒューストン・ザ・ウッドランズ・パサディナ                     | テキサス州                                                           | 7,149,642  |
| 6    | ワシントン・アーリントン・アレクサンドリア                     | コロンビア特別区・バージニア州・メリーランド州・ウェストバージニア州 | 6,278,542  |
| 7    | フィラデルフィア・カムデン・ウィルミントン                     | ペンシルベニア州・ニュージャージー州・デラウェア州・メリーランド州   | 6,245,051  |
| 8    | マイアミ・フォートローダーデール・ウェストパームビーチ         | フロリダ州                                                           | 6,138,333  |
| 9    | アトランタ・サンディスプリングス・ロズウェル                   | ジョージア州                                                         | 6,071,315  |
| 10   | ボストン・ケンブリッジ・ニュートン                             | マサチューセッツ州・ニューハンプシャー州                             | 4,941,632  |
| 11   | フェニックス・メサ・チャンドラー                               | アリゾナ州                                                           | 4,845,832  |
| 12   | サンフランシスコ・オークランド・フリーモント                   | カリフォルニア州                                                     | 4,749,008  |
| 13   | リバーサイド・サンバーナーディーノ・オンタリオ                 | カリフォルニア州                                                     | 4,599,839  |
| 14   | デトロイト・ウォーレン・ディアボーン                           | ミシガン州                                                           | 4,392,041  |
| 15   | シアトル・タコマ・ベルビュー                                   | ワシントン州                                                         | 4,018,762  |
| 16   | ミネアポリス・セントポール・ブルーミントン                     | ミネソタ州・ウィスコンシン州                                         | 3,690,261  |
| 17   | サンディエゴ・チュラビスタ・カールスバッド                     | カリフォルニア州                                                     | 3,298,634  |
| 18   | タンパ・セントピーターズバーグ・クリアウォーター               | フロリダ州                                                           | 3,175,275  |
| 19   | デンバー・オーロラ・センテニアル                               | コロラド州                                                           | 2,963,821  |
| 20   | ボルチモア・コロンビア・タウソン                               | メリーランド州                                                       | 2,844,510  |
| 21   | セントルイス                                                   | ミズーリ州・イリノイ州                                               | 2,820,253  |
| 22   | オーランド・キシミー・サンフォード                             | フロリダ州                                                           | 2,673,376  |
| 23   | シャーロット・コンコード・ガストニア                           | ノースカロライナ州・サウスカロライナ州                               | 2,660,329  |
| 24   | サンアントニオ・ニューブローンフェルズ                         | テキサス州                                                           | 2,558,143  |
| 25   | ポートランド・バンクーバー・ヒルズボロ                         | オレゴン州・ワシントン州                                             | 2,512,859  |
| 26   | ピッツバーグ                                                   | ペンシルベニア州                                                     | 2,457,000  |
| 27   | サクラメント・ローズビル・フォルソム                           | カリフォルニア州                                                     | 2,397,382  |
| 28   | オースティン・ラウンドロック・ジョージタウン                   | テキサス州                                                           | 2,283,371  |
| 29   | ラスベガス・ヘンダーソン・ノースラスベガス                     | ネバダ州                                                             | 2,265,461  |
| 30   | シンシナティ                                                   | オハイオ州・ケンタッキー州・インディアナ州                           | 2,249,797  |
| 31   | カンザスシティ                                                 | ミズーリ州・カンザス州                                               | 2,192,035  |
| 32   | クリーブランド                                                 | オハイオ州                                                           | 2,185,825  |
| 33   | コロンバス                                                     | オハイオ州                                                           | 2,138,926  |
| 34   | インディアナポリス・カーメル・グリーンウッド                   | インディアナ州                                                       | 2,089,673  |
| 35   | ナッシュビル・デイビッドソン・マーフリーズボロ・フランクリン   | テネシー州                                                           | 2,014,444  |
| 36   | サンノゼ・サニーベール・サンタクララ                           | カリフォルニア州                                                     | 2,000,468  |
| 37   | バージニアビーチ・チェサピーク・ノーフォーク                   | バージニア州・ノースカロライナ州                                     | 1,780,059  |
| 38   | プロビデンス・ウォリック                                       | ロードアイランド州・マサチューセッツ州                               | 1,676,579  |
| 39   | ジャクソンビル                                                 | フロリダ州                                                           | 1,605,848  |
| 40   | ミルウォーキー・ウォキショー                                   | ウィスコンシン州                                                     | 1,574,731  |
| 41   | オクラホマシティ                                               | オクラホマ州                                                         | 1,425,695  |
| 42   | ローリー・ケーリー                                             | ノースカロライナ州                                                   | 1,413,982  |
| 43   | ルイビル・ジェファーソン郡                                     | ケンタッキー州・インディアナ州                                       | 1,362,180  |
| 44   | メンフィス                                                     | テネシー州・ミシシッピ州・アーカンソー州                             | 1,345,425  |
| 45   | リッチモンド                                                   | バージニア州                                                         | 1,314,434  |
| 46   | ソルトレイクシティ・マレー                                     | ユタ州                                                               | 1,257,936  |
| 47   | バーミングハム                                                 | アラバマ州                                                           | 1,180,631  |
| 48   | バッファロー・チークトワガ                                     | ニューヨーク州                                                       | 1,166,902  |
| 49   | フレズノ                                                       | カリフォルニア州                                                     | 1,164,909  |
| 50   | ハートフォード・ウェストハートフォード・イーストハートフォード | コネチカット州                                                       | 1,150,473  |
| 51   | グランドラピッズ・ワイオミング・ケントウッド                   | ミシガン州                                                           | 1,150,015  |
| 52   | ロチェスター                                                   | ニューヨーク州                                                       | 1,065,361  |
| 53   | ツーソン                                                       | アリゾナ州                                                           | 1,043,433  |
| 54   | アーバンホノルル                                               | ハワイ州                                                             | 1,016,508  |
| 55   | タルサ                                                         | オクラホマ州                                                         | 1,015,331  |
| 56   | ニューオーリンズ・メタリー                                     | ルイジアナ州                                                         | 1,007,275  |
| 57   | オマハ                                                         | ネブラスカ州・アイオワ州                                             | 967,604    |
| 58   | ブリッジポート・スタンフォード・ダンバリー                     | コネチカット州                                                       | 946,327    |
| 59   | グリーンビル・アンダーソン・グリア                             | サウスカロライナ州                                                   | 928,195    |
| 60   | アルバカーキ                                                   | ニューメキシコ州                                                     | 916,528    |
| 61   | ベーカーズフィールド・デレイノ                                 | カリフォルニア州                                                     | 909,235    |
| 62   | ノックスビル                                                   | テネシー州                                                           | 903,300    |
| 63   | オールバニ・スケネクタディ・トロイ                             | ニューヨーク州                                                       | 899,262    |
| 64   | マッカレン・エディンバーグ・ミッション                         | テキサス州                                                           | 870,781    |
| 65   | バトンルージュ                                                 | ルイジアナ州                                                         | 870,569    |
| 66   | エルパソ                                                       | テキサス州                                                           | 868,859    |
| 67   | ウースター                                                     | マサチューセッツ州                                                   | 862,111    |
| 68   | アレンタウン・ベスレヘム・イーストン                           | ペンシルベニア州・ニュージャージー州                                 | 861,889    |
| 69   | オックスナード・サウザンドオークス・ベンチュラ                 | カリフォルニア州                                                     | 843,843    |
| 70   | ノースポート・ブレイデントン・サラソータ                       | フロリダ州                                                           | 833,716    |
| 71   | コロンビア                                                     | サウスカロライナ州                                                   | 829,470    |
| 72   | デイトン・ケタリング・ビーバークリーク                         | オハイオ州                                                           | 814,049    |
| 73   | チャールストン・ノースチャールストン                           | サウスカロライナ州                                                   | 799,636    |
| 74   | ストックトン・ローダイ                                         | カリフォルニア州                                                     | 779,233    |
| 75   | グリーンズボロ・ハイポイント                                   | ノースカロライナ州                                                   | 776,566    |
| 76   | ボイシ市                                                       | アイダホ州                                                           | 764,718    |
| 77   | ケープコーラル・フォートマイヤーズ                             | フロリダ州                                                           | 760,822    |
| 78   | コロラドスプリングス                                           | コロラド州                                                           | 755,105    |
| 79   | リトルロック・ノースリトルロック・コンウェイ                   | アーカンソー州                                                       | 748,031    |
| 80   | レイクランド・ウィンターヘイブン                               | フロリダ州                                                           | 725,046    |
| 81   | デモイン・ウェストデモイン                                     | アイオワ州                                                           | 709,466    |
| 82   | アクロン                                                       | オハイオ州                                                           | 702,219    |
| 83   | カーヤスジョエル・ポキプシー・ニューバーグ                     | ニューヨーク州                                                       | 697,221    |
| 84   | マディソン                                                     | ウィスコンシン州                                                     | 680,796    |
| 85   | ウィンストン・セーラム                                         | ノースカロライナ州                                                   | 675,966    |
| 86   | プロボ・オーレム・リーハイ                                     | ユタ州                                                               | 671,185    |
| 87   | デルトナ・デイトナビーチ・オーモンドビーチ                     | フロリダ州                                                           | 668,921    |
| 88   | シラキュース                                                   | ニューヨーク州                                                       | 662,057    |
| 89   | ウィチタ                                                       | カンザス州                                                           | 647,610    |
| 90   | オグデン                                                       | ユタ州                                                               | 637,197    |
| 91   | ジャクソン                                                     | ミシシッピ州                                                         | 619,968    |
| 92   | オーガスタ・リッチモンド郡                                     | ジョージア州・サウスカロライナ州                                     | 611,000    |
| 93   | パームベイ・メルボルン・タイタスビル                           | フロリダ州                                                           | 606,612    |
| 94   | トレド                                                         | オハイオ州                                                           | 606,240    |
| 95   | ハリスバーグ・カーライル                                       | ペンシルベニア州                                                     | 591,712    |
| 96   | ダーラム・チャペルヒル                                         | ノースカロライナ州                                                   | 588,911    |
| 97   | スポケーン                                                     | ワシントン州                                                         | 585,784    |
| 98   | ニューヘイブン                                                 | コネチカット州                                                       | 570,487    |
| 99   | スクラントン・ウィルクスバリ                                   | ペンシルベニア州                                                     | 567,559    |
| 100  | チャタヌーガ                                                   | テネシー州・ジョージア州                                             | 562,647    |
| 101  | ランカスター                                                   | ペンシルベニア州                                                     | 552,984    |
| 102  | モデスト                                                       | カリフォルニア州                                                     | 552,878    |
| 103  | ポートランド・サウスポートランド                               | メイン州                                                             | 551,740    |
| 104  | リノ                                                           | ネバダ州                                                             | 549,831    |
| 105  | フェイエットビル・スプリングデール・ロジャーズ                 | アーカンソー州                                                       | 546,725    |
| 106  | レキシントン・ファイエット                                     | ケンタッキー州                                                       | 516,811    |
| 107  | ペンサコーラ・フェリーパス・ブレント                           | フロリダ州                                                           | 509,905    |